# Friday After Next
Friday After Next è un film statunitense del 2002 diretto da Marcus Raboy.
Il film ha due prequel: Ci vediamo venerdì (Friday) (1995) e Next Friday (2000).